# شيا لي
شيا لي هي مصارعة محترفة صينية ولدت في28 يوليو 1988، تعمل حالياً في دبليو دبليو إي في قسم سماكداون.

## روابط خارجية
- شيا لي على موقع دبليو دبليو إي (الإنجليزية)
- شيا لي على موقع WrestlingData.com (الإنجليزية)
- شيا لي على موقع CageMatch worker (الإنجليزية)
- شيا لي على موقع قاعدة بيانات المصارعة على الإنترنت (الإنجليزية)
- شيا لي على موقع عالم المصارعة على الإنترنت (الإنجليزية)